# Two Memories
Two Memories è un cortometraggio muto del 1909 diretto da David W. Griffith. Prodotto e distribuito dalla  Biograph Company, il film uscì nelle sale il 24 maggio 1909. Fu il debutto cinematografico di Lottie Pickford.

## Trama
Un uomo, prima di morire, manda un biglietto a una donna che aveva amato, chiedendole di venire da lui. Lei, spensierata, arriva con un gruppo di amici, tutti ubriachi. Ma, quando trova l'uomo ormai morto, si pente della sua superficialità.

## Produzione
Il film fu prodotto dalla Biograph Company.

## Distribuzione
Distribuito dalla Biograph Company, il film - un cortometraggio di 97 metri - uscì nelle sale cinematografiche statunitensi il 24 maggio 1909. Era proiettato in split reel, programmato insieme a un altro cortometraggio di Griffith, Eloping with Auntie.